# Archidiecezja Arusha
Archidiecezja Arusha (łac. Archidiœcesis Arushaensis) – archidiecezja rzymskokatolicka w Tanzanii, z siedzibą w Aruszy. Powstała w 1963 jako diecezja. Podniesiona do rangi archidiecezji w 1999.

## Główne świątynie
- Archikatedra: Archikatedra św. Teresy w Aruszy

## Biskupi diecezjalni
- Dennis Durning (1963 – 1989)
- Fortunatus Lukanima (1989 – 1998)
- Josaphat Lebulu (1998 – 2017)
- Isaac Amani Massawe (od 2017)